# John Hughes
John Wilden Hughes Jr (Lansing, 18 februari 1950 – New York, 6 augustus 2009) was een Amerikaans filmregisseur, filmproducent en scenarioschrijver van veel succesvolle komedies uit de jaren 80 en 90, waaronder Ferris Bueller's Day Off (1986) en Home Alone (1990).

## Filmcarrière
Hughes studeerde in 1968 af aan de Glenbrook North High School in Northbrook, Illinois, een plaats overigens waar veel scènes uit zijn films zijn opgenomen. Hij was in het begin schrijver voor het National Lampoon Magazine, waarna hij zijn eerste film Class Reunion uitbracht, de eerste van een grote reeks National Lampoon films. Hughes schreef voor de drie eerste National Lampoon "Vacation" films de scenario's: National Lampoon's Vacation (1983), European Vacation (1985) en Christmas Vacation (1989). Hij regisseerde deze films echter niet.
Hij is waarschijnlijk het meest bekend van zijn dramatische komedies voor jongeren, zoals Sixteen Candles, The Breakfast Club, Pretty in Pink. Ook schreef en regisseerde hij Weird Science en Ferris Bueller's Day Off. Om te voorkomen dat hij alleen als "regisseur van komedies voor jongeren" werd gezien, regisseerde hij in 1987 de film Planes, Trains & Automobiles met in de hoofdrollen Steve Martin en John Candy.
Zijn grootste commerciële succes boekte hij met Home Alone. Hij schreef de scenario's voor deze film en de twee vervolgen en was tevens producent. De regie van de eerste twee was in handen van Chris Columbus, de derde Raja Gosnell. De films, over een kleine jongen die door zijn ouders wordt achtergelaten als ze op vakantie gaan, werden de kaskrakers van de jaren 90.
Na Curly Sue uit 1991 heeft Hughes geen films meer geregisseerd. Hij overleed op 59-jarige leeftijd aan de gevolgen van een hartaanval.

## Trivia
- Hughes heeft ook enkele scripts geschreven onder zijn pseudoniem Edmond Dantès, de naam van de hoofdpersoon uit Le Comte de Monte-Cristo, een roman van Alexandre Dumas.

## Filmografie

### Als regisseur
- 1984 - Sixteen Candles
- 1985 - Weird Science
- 1985 - The Breakfast Club
- 1986 - Ferris Bueller's Day Off
- 1987 - Planes, Trains & Automobiles
- 1988 - She's Having A Baby
- 1989 - Uncle Buck
- 1991 - Curly Sue

### Als producent
- 1985 - The Breakfast Club
- 1986 - Ferris Bueller's Day Off
- 1987 - Planes, Trains & Automobiles
- 1987 - Some Kind of Wonderful
- 1989 - National Lampoon's Christmas Vacation
- 1990 - Home Alone
- 1992 - Home Alone 2: Lost in New York
- 1994 - Miracle on 34th Street
- 1996 - 101 Dalmatiërs
- 1997 - Flubber
- 1997 - Home Alone 3
- 1998 - Reach the Rock

### Als scenarioschrijver
- 1982 - Class Reunion
- 1983 - National Lampoon's Vacation
- 1985 - The Breakfast Club
- 1985 - National Lampoon's European Vacation
- 1985 - Weird Science
- 1986 - Pretty in Pink
- 1986 - Ferris Bueller's Day Off
- 1987 - Planes, Trains & Automobiles
- 1988 - The Great Outdoors (film)
- 1989 - Uncle Buck
- 1989 - National Lampoon's Christmas Vacation
- 1990 - Home Alone
- 1991 - Career Opportunities
- 1991 - Curly Sue
- 1992 - Beethoven
- 1992 - Home Alone 2: Lost in New York
- 1993 - Beethoven's 2nd
- 1994 - Miracle on 34th Street
- 1996 - 101 Dalmatiërs
- 1997 - Flubber
- 1997 - Home Alone 3
- 1998 - Reach the Rock
- 2001 - Just Visiting
- 2002 - Home Alone 4: Taking Back the House
- 2002 - Maid in Manhattan